# 악티쿰

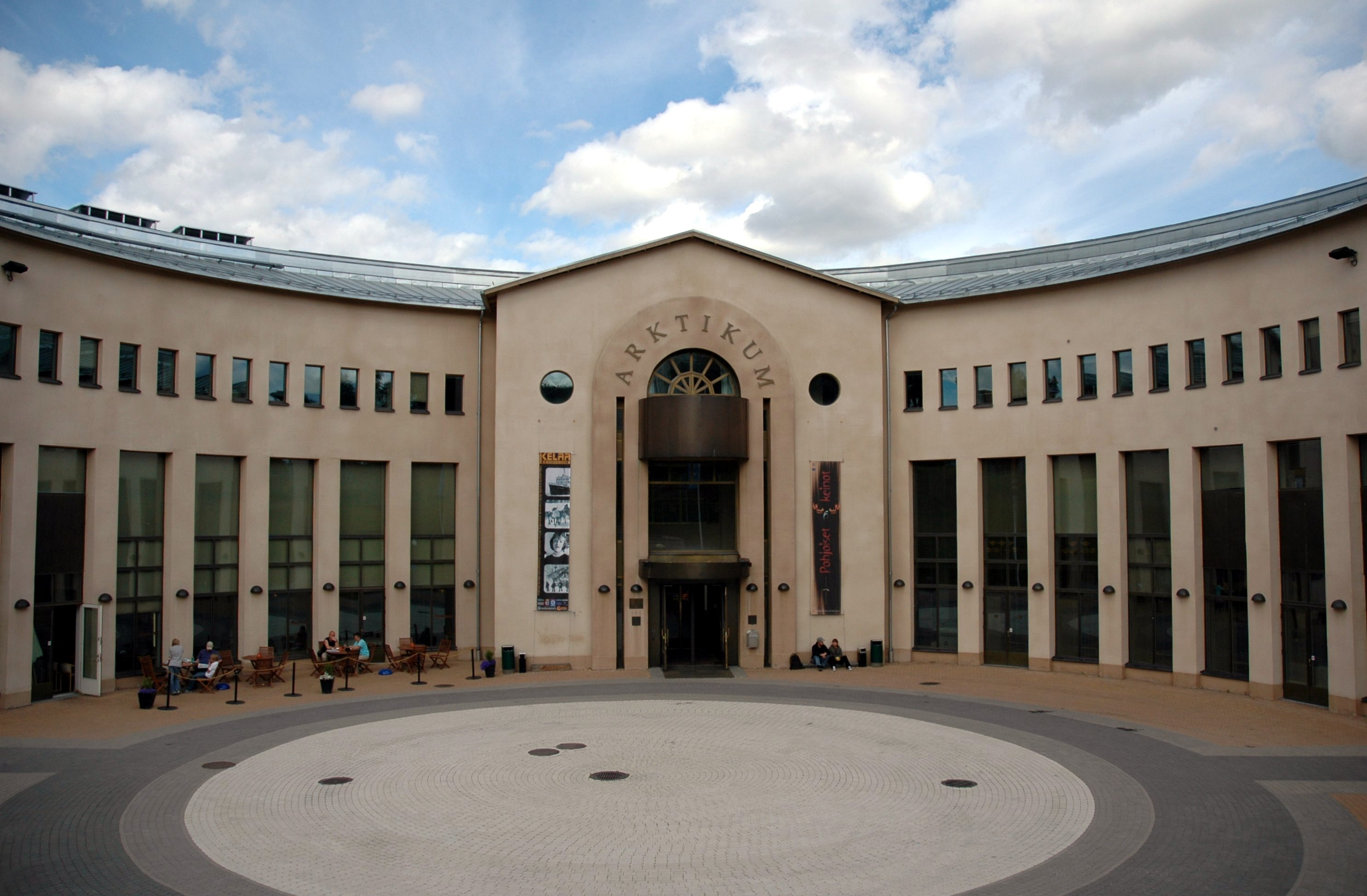

악티쿰(Arktikum)은 핀란드 로바니에미에 위치한 박물관이자 과학센터이다. 북극지방에서 일어나는 현상을 관찰하고 연구한다. 밝음과 어둠, 따뜻함과 차가움 등 극명하게 대비되는 두 요인들이 생활 사이클에 어떤 영향을 끼치는지 전시물들을 통해 이해하게 된다. 상호교환적인 컴퓨터 프로그램과 폴라리움 극장에서 보여주는 영화는 북극지역을 더 깊이 이해하는 데 도움이 된다.

## 역사
악티쿰은 핀란드 독립 75주년을 맞아 1992년 12월 6일 개장되었다. Birch-Bonderup & Thorup-Waade에 의해 디자인되었다.

## 갤러리

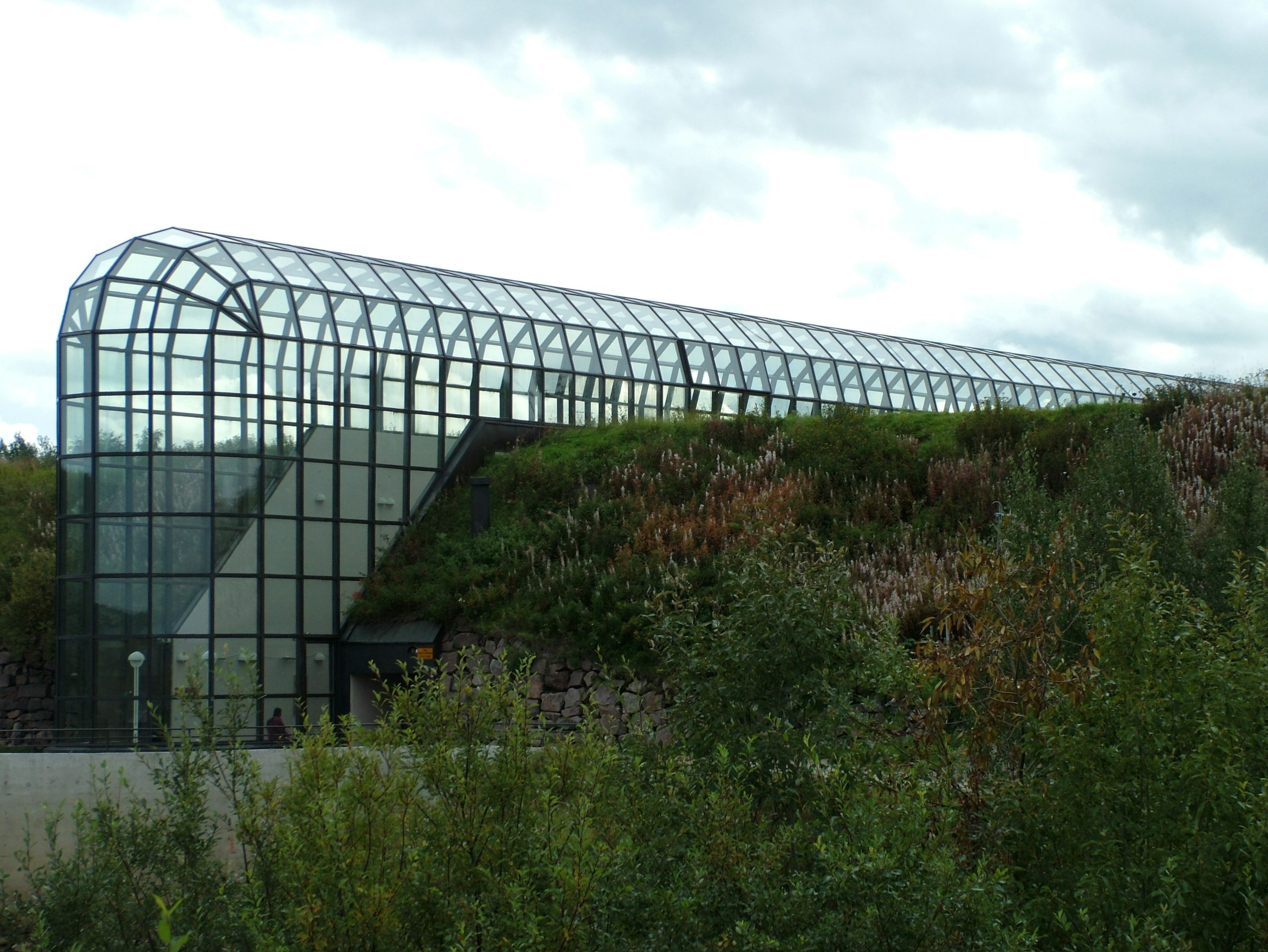
건물
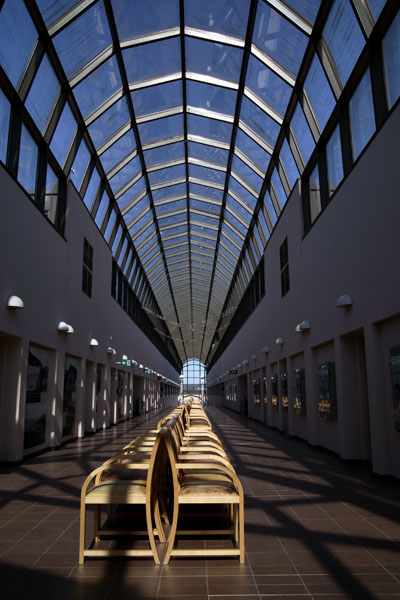
메인 홀
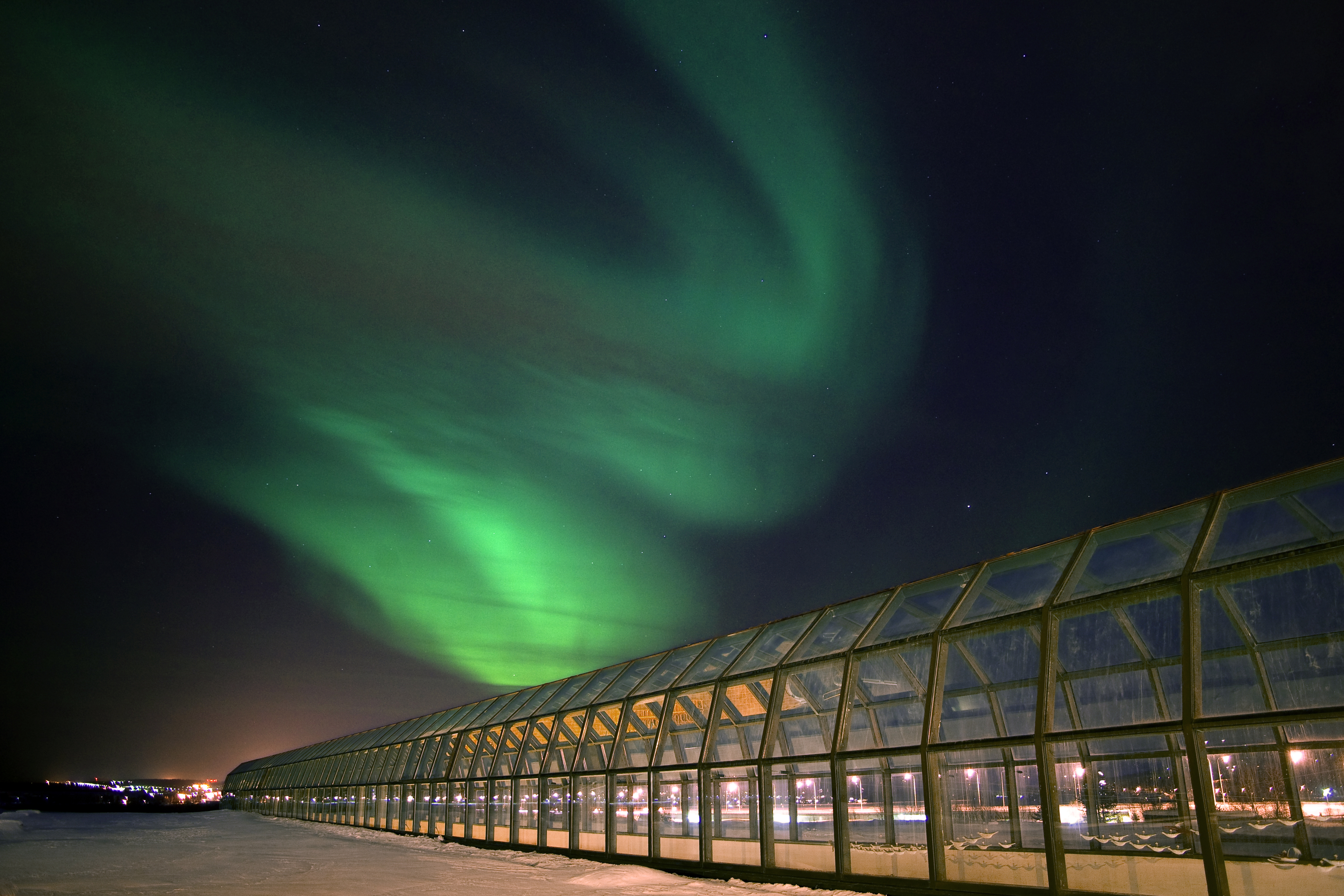
북측 빛
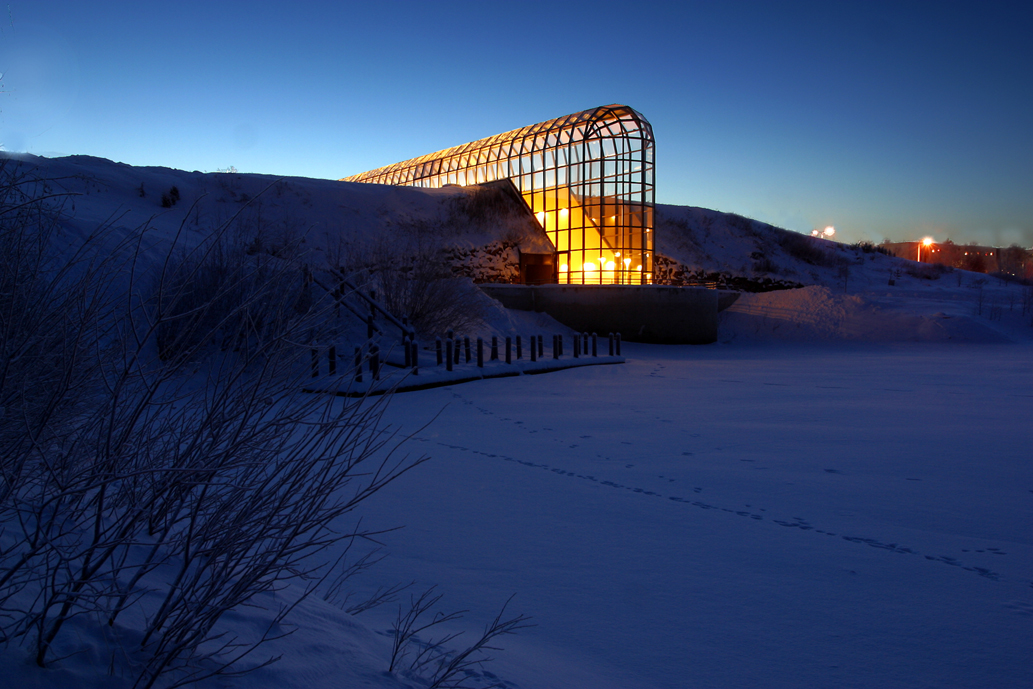
겨울
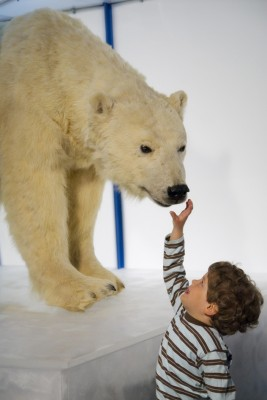
북극 전시관
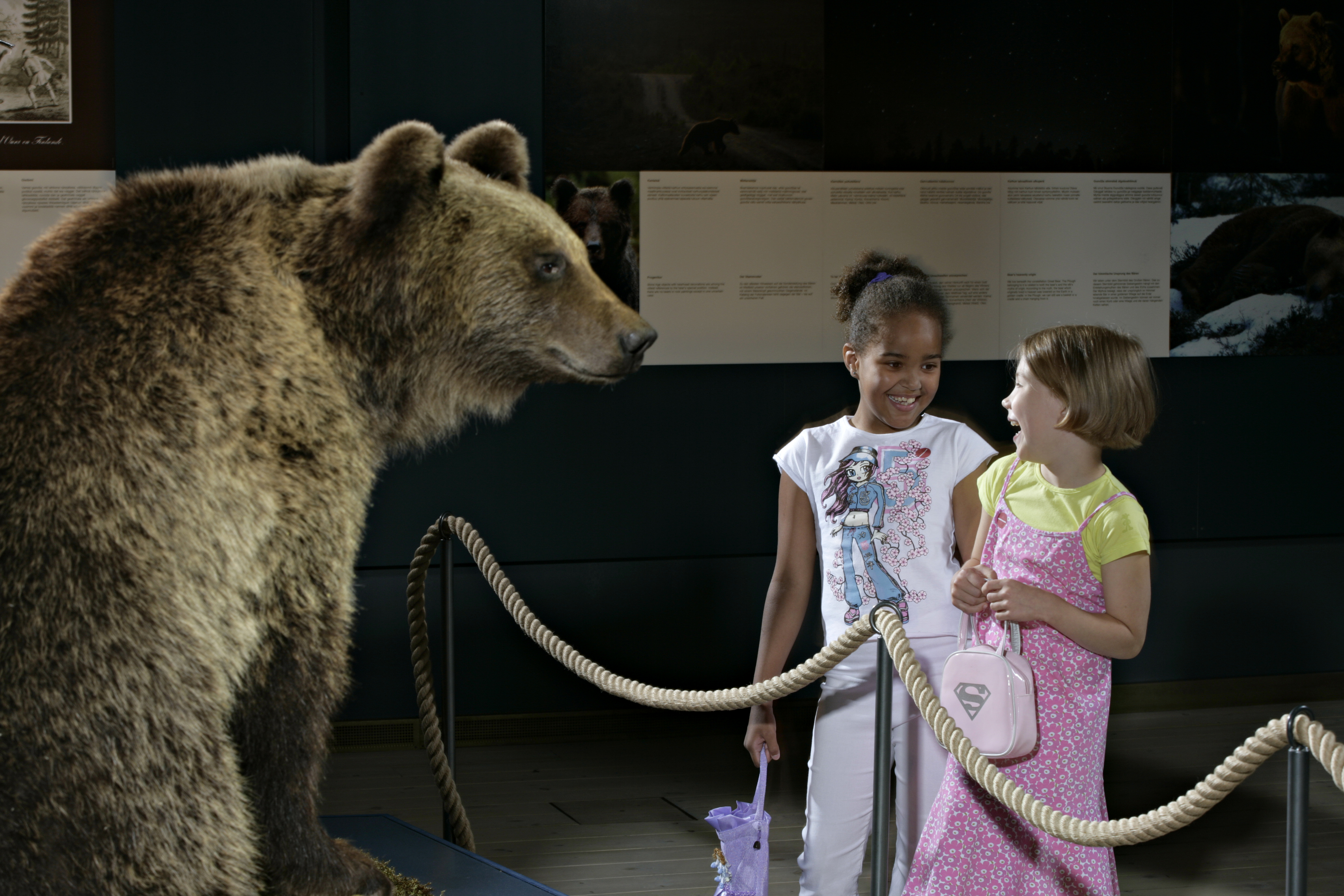
Northern Ways 전시관
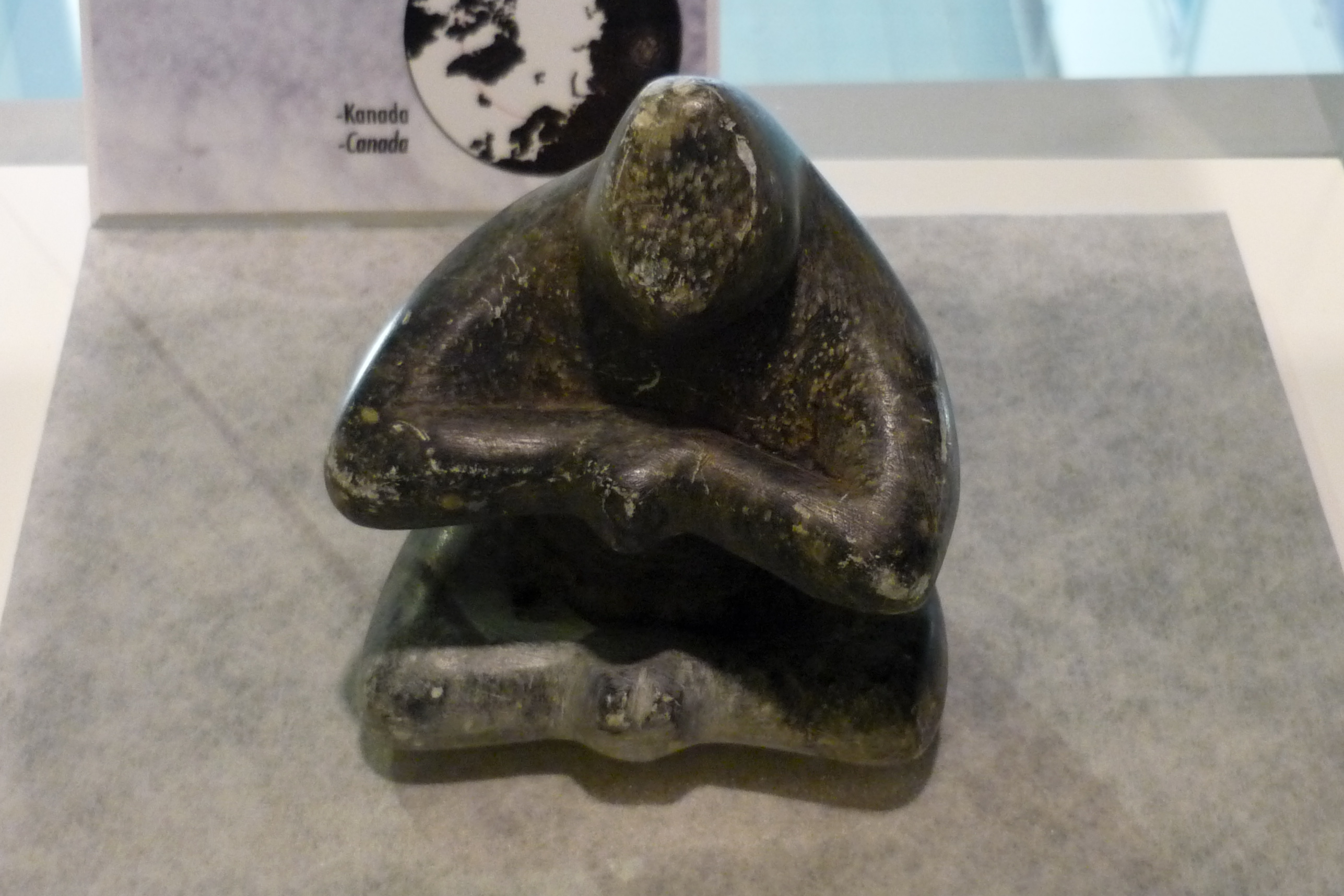
이누이트 조각